# Lista de aeroportos do Ceará
Lista de aeroportos do Ceará, constando o nome oficial do aeroporto, o código IATA e/ou o código ICAO e o município onde tal aeroporto se encontra:

## Internacional
Federais Infraero
- Aeroporto Internacional de Fortaleza - Pinto Martins (IATA: FOR, ICAO: SBFZ) - Fortaleza (Concedido).[2]
- Aeroporto de Juazeiro do Norte - Orlando Bezerra de Menezes (IATA: JDO, ICAO: SBJU) - Juazeiro do Norte (Concedido).[2]

## Regionais
Municipais
| Aeroporto                            | IATA | ICAO | Município         |
| ------------------------------------ | ---- | ---- | ----------------- |
| Aeroporto de Amontada                | ***  | SJXI | Amontada          |
| Aeroporto de Aracati                 | ARX  | SNAT | Aracati           |
| Aeroporto Coronel Virgílio Távora    | ***  | SNMB | Boa Viagem        |
| Aeroporto de Camocim - Pinto Martins | CMC  | SNWC | Camocim           |
| Aeroporto de Campos Sales            | ***  | SNCS | Campos Sales      |
| Aeroporto de Canindé                 | ***  | ***  | Canindé           |
| Aeroporto de Cascavel (Ceará)        | ***  | SWWZ | Cascavel          |
| Aeroporto de Crateús                 | ***  | SNWS | Crateús           |
| Aeroporto de Iguatu                  | IGT  | SNIG | Iguatu            |
| Aeroporto de Jericoacoara            | JJD  | SBJE | Cruz              |
| Aeroporto de Mombaça                 | ***  | SNMB | Mombaça           |
| Aeroporto de Morada Nova             | ***  | SNMO | Morada Nova       |
| Aeroporto de Limoeiro do Norte       | ***  | SNLM | Limoeiro do Norte |
| Aeroporto de Quixadá                 | ***  | SNQX | Quixadá           |
| Aeroporto de Russas                  | ***  | SNRS | Russas            |
| Aeroporto de São Benedito            | ***  | SWBE | São Benedito      |
| Aeroporto de Sobral                  | JSO  | SN6L | Sobral            |
| Aeroporto de Tamboril                | ***  | SNTL | Tamboril          |
| Aeroporto de Tauá                    | ***  | SDGZ | Tauá              |

## Outros aeroportos
Privados
- Aeroporto de Aquiraz (IATA: ***, ICAO: SJCM) - Aquiraz
- Aeródromo Cialne Irauçuba (IATA: ***, ICAO: SIKI) - Irauçuba
- Aeródromo Cialne Umirim (IATA: ***, ICAO: SNJC) - Umirim
- Aeródromo Darinha (IATA: ***, ICAO: SJND) - Cascavel
- Aeródromo Dias Branco (IATA: ***, ICAO: SJDS) - Eusébio
- Aeródromo Evanderto Almeida (IATA: ***, ICAO: SJEV) - Assaré
- Aeródromo Fazenda Carrapato (IATA: ***, ICAO: SWYL) - Itapipoca
- Aeródromo Fazenda Flores (IATA: ***, ICAO: SIUH) - Tamboril
- Aeródromo Feijó (IATA: ***, ICAO: SNFF) - Fortaleza
- Aeródromo Jeová Gomes (IATA: ***, ICAO: SDGQ) - Limoeiro do Norte
- Aeródromo Luiz Aragão (IATA: ***, ICAO: SSWL) - Tianguá